# Veberöds socken
Veberöds socken i Skåne ingick i Torna härad, ingår sedan 1974 i Lunds kommun och motsvarar från 2016 Veberöds distrikt.
Socknens areal är 40,44 kvadratkilometer varav 40,28 land. År 2000 fanns här 4 726 invånare.  Tätorten Veberöd med sockenkyrkan Veberöds kyrka ligger i socknen. 

## Administrativ historik
Socknen har medeltida ursprung. 
Vid kommunreformen 1862 övergick socknens ansvar för de kyrkliga frågorna till Veberöds församling och för de borgerliga frågorna bildades Veberöds landskommun. Landskommunen utökades 1952 och uppgick 1974 i Lunds kommun. Församlingen utökades 2002.
1 januari 2016 inrättades distriktet Veberöd, med samma omfattning som församlingen hade 1999/2000.
Socknen har tillhört län, fögderier, tingslag och domsagor enligt vad som beskrivs i artikeln Torna härad. De indelta soldaterna tillhörde Södra skånska infanteriregementet. 

## Geografi
Veberöds socken ligger sydost om Lund med Romeleåsen i sydväst och med Klingvallsån i norr. Socknen är en odlingsbygd med kuperad skogsbygd i sydväst och sydost.

## Fornlämningar
Boplatser från stenåldern är funna. En långhög finns här.

## Namnet
Namnet skrevs på 1510-talet Vebre och kommer från kyrkbyn. Namnet kan vara ett ägonamn innehållande adjektiven vid och bred, 'det vida och breda området'..